# Thunder Force V
Thunder Force V (サンダーフォースV?, Sānda Fōsu V) è uno sparatutto a scorrimento laterale del 1997 sviluppato e pubblicato (in Giappone) da Technosoft per Sega Saturn; in Nordamerica, invece, il gioco è stato pubblicato da Working Designs come "Thunder Force V: Perfect System" su PlayStation; non è mai uscito in Europa.
È il quinto gioco della serie "Thunder Force" e l'ultimo a essere stato sviluppato/pubblicato da Technosoft.

## Trama
Nel 2106, dopo che FIRE LEO-04 Rynes è stato gravemente danneggiato a seguito di un'esplosione, la nave deriva verso il Sistema Solare e raggiunge la Nube di Oort, dove viene salvata dalla distruzione grazie all'intervento di Sekika 3: una sonda di sicurezza europea costruita dal governo della Terra Unificata per l'esplorazione della nube.
Il giocatore controlla un'astronave: la Gauntlet, nella sua missione per distruggere il Guardian: un supercomputer diventato un ladro dopo aver decifrato il codice del Rynex (la nave del giocatore in Thunder Force IV).

## Modalità di gioco
A differenza dei precedenti giochi della serie, Thunder Force V offre poligoni per modellare le navi e alcuni sprite e scenari del tutto nuovi alla serie.
Il gioco dispone di una prospettiva 2.5D, con ambienti renderizzati in 3D e il gameplay che si svolge su un piano 2D. Come nei giochi precedenti, il gameplay ruota attorno al completamento di ogni livello mentre il giocatore distrugge i nemici, schivando i loro proiettili e i nemici stessi. Il giocatore inizia con un'arma a colpo singolo (l'arma standard) e può collezionarne altre durante ogni livello.
Ci sono sette livelli complessivi e il giocatore può selezionare l'ordine di gioco dei primi tre livelli.
Come nei precedenti capitoli, il giocatore ha un'arma speciale chiamata "CRAW", che aumenta la potenza di fuoco del velivolo comandato dal giocatore e assorbe i colpi nemici. Il gioco consente di usare tre CRAW - invece di due, come nei predecessori -, che rimarranno sullo schermo per un periodo di tempo limitato. I CRAW possono anche essere combinati con l'arma attualmente selezionata per crearne una versione più potente: un effetto chiamato "Over Weapon". Tale potenziamento può essere usato per un periodo di tempo limitato, prima che la nave ritorni al suo stato originale. La creazione di armi in eccesso consuma l'energia del CRAW, che può essere rifornito raccogliendo altri CRAW o aspettando che quello attualmente raccolto si ricarichi.

## Pubblicazione
C'erano due versioni al dettaglio del gioco: il pacchetto normale e un pacchetto speciale che conteneva un compact disc di remix di varie musiche della serie, intitolato "Best of Thunder Force".
La versione per Saturn non fu mai pubblicata fuori dal Giappone e Sega Europe prese in considerazione una versione di pre-produzione, decidendo di non pubblicarla mai. Electronic Gaming Monthly ha esortato i lettori a dire alla divisione americana di SEGA di pubblicare il gioco negli Stati Uniti, ma non è mai stato pubblicato.
La versione per PlayStation presenta livelli aggiuntivi, una maggiore risoluzione grafica, sequenze di filmati in CG e una nuova modalità.

## Accoglienza
| Testata                          | Versione    | Giudizio |
| -------------------------------- | ----------- | -------- |
| Metacritic (media al 23-05-2020) | Saturn, PS1 | 70/100   |
| Famitsū                          | Saturn      | 28/40    |
| Famitsū                          | PS1         | 31/40    |
| GameSpot                         | Saturn      | 8/10     |
| GameSpot                         | PS1         | 8.2/10   |
| IGN                              | PS1         | 8.5/10   |
| Next Generation                  | Saturn, PS1 | [ 10 ]   |
| Acao Games                       | Saturn      | 9/10     |
| Acao Games                       | PS1         | 9.5/10   |

Next Generation ha esaminato la versione del gioco per PlayStation, classificandola con due stelle su cinque e dichiarando le seguenti parole:
James Mielke, di GameSpot, ha dato alla versione per PlayStation un punteggio di recensione di 8,2 su 10, affermando che "Thunder Force V è il sogno di un fan del tiro".